# Newgrounds
 (janvier 2016).
Si vous disposez d'ouvrages ou d'articles de référence ou si vous connaissez des sites web de qualité traitant du thème abordé ici, merci de compléter l'article en donnant les références utiles à sa vérifiabilité et en les liant à la section « Notes et références ».
 (novembre 2023).
La mise en forme du texte ne suit pas les recommandations de Wikipédia : il faut le « wikifier ».
Les points d'amélioration suivants sont les cas les plus fréquents. Le détail des points à revoir est peut-être précisé sur la page de discussion.
- Les titres sont pré-formatés par le logiciel. Ils ne sont ni en capitales, ni en gras.
- Le texte ne doit pas être écrit en capitales (les noms de famille non plus), ni en gras, ni en italique, ni en « petit »…
- Le gras n'est utilisé que pour surligner le titre de l'article dans l'introduction, une seule fois.
- L'italique est rarement utilisé : mots en langue étrangère, titres d'œuvres, noms de bateaux, etc.
- Les citations ne sont pas en italique mais en corps de texte normal. Elles sont entourées par des guillemets français : « et ».
- Les listes à puces sont à éviter, des paragraphes rédigés étant largement préférés. Les tableaux sont à réserver à la présentation de données structurées (résultats, etc.).
- Les appels de note de bas de page (petits chiffres en exposant, introduits par l'outil «  Source ») sont à placer entre la fin de phrase et le point final[comme ça].
- Les liens internes (vers d'autres articles de Wikipédia) sont à choisir avec parcimonie. Créez des liens vers des articles approfondissant le sujet. Les termes génériques sans rapport avec le sujet sont à éviter, ainsi que les répétitions de liens vers un même terme.
- Les liens externes sont à placer uniquement dans une section « Liens externes », à la fin de l'article. Ces liens sont à choisir avec parcimonie suivant les règles définies. Si un lien sert de source à l'article, son insertion dans le texte est à faire par les notes de bas de page.
- La présentation des références doit suivre les conventions bibliographiques. Il est recommandé d'utiliser les modèles {{Ouvrage}}, {{Chapitre}}, {{Article}}, {{Lien web}} et/ou {{Bibliographie}}. Le mode d'édition visuel peut mettre en forme automatiquement les références.
- Insérer une infobox (cadre d'informations à droite) n'est pas obligatoire pour parachever la mise en page.

Pour une aide détaillée, merci de consulter Aide:Wikification.
Si vous pensez que ces points ont été résolus, vous pouvez retirer ce bandeau et améliorer la mise en forme d'un autre article.
Newgrounds (abréviation NG) est un site web américain créé et géré par Tom Fulp dont le siège est situé à Philadelphie en Pennsylvanie. Son but principal est de divertir, puisqu'en tant que portail flash, il offre à un large public le visionnement de films animés et de jeux faits avec Macromedia Flash. Newgrounds s'est considérablement développé au fil des années ; il s'agit d'ailleurs du premier portail flash de la toile, tant par son ancienneté que par sa popularité (environ 500 000 visiteurs différents par jour et 1 million d'inscrits). En juillet 2006, le site héberge plus de 80 000 animations permanentes, les autres étant supprimées de manière automatique par le système du « blamming ».
Ce succès peut s'expliquer par la spécificité du site, qui se situe en premier lieu dans son système d'hébergement et de vote « démocratique » — tout visiteur peut en effet diffuser gratuitement ses propres films, jeux ou clips musicaux sur le site sous réserve d'un accueil favorable des autres utilisateurs, et donner son avis sur les animations proposées. Celles-ci sont classées via le système de vote, ce qui permet à la fois de rediriger les visiteurs vers les animations les plus populaires et pour les administrateurs du site de retrouver facilement certains contenus en vue de leur promotion ou de leur élimination.
Il est également possible de suivre l'évolution de sa participation sur le site selon de nombreux critères, tels que l'assiduité aux votes quotidiens (Experience, Levels), la conformité aux critères d'élimination ou de protection admis par l'ensemble des votants (Blam/Protection points), le succès de ses propres animations (Batting average), ou encore la quantité de commentaires laissés ou de messages postés sur le forum. Newgrounds est affilié à de nombreux autres sites de ressources flash ou multimédia. Il y a quelques années, deux des principaux développeurs du site se sont associés à l'industrie du jeu vidéo, et ont créé la compagnie Behemoth dans le but de faire une version console du jeu Alien Hominid, conçu à l'origine sur Macromedia Flash pour Newgrounds.

## Histoire

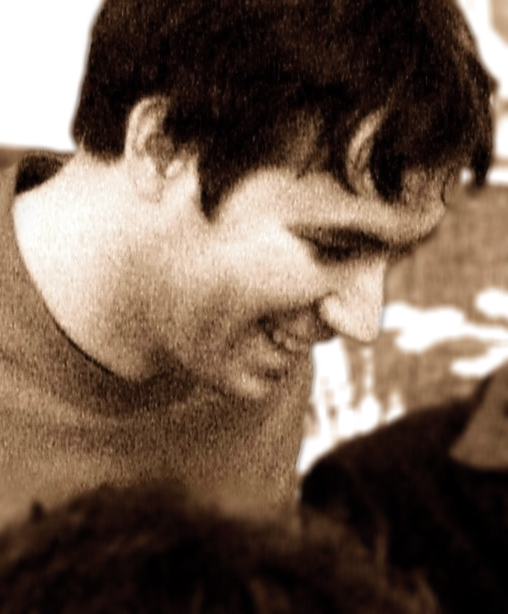
Tom Fulp en 2007.

Tom Fulp a créé Newgrounds à l'âge de 18 ans le 6 juillet 1995. Au début, le site ne contenait que des jeux violents de type Point-and-click, comme Assassin. Ensuite, en 1998, Tom Fulp a commencé à utiliser Macromedia Flash (actuellement Adobe Flash) pour les films et jeux sur Newgrounds. Et le 6 juillet 2000, le premier portail flash automatisé a vu le jour sur Newgrounds, où les jeux soumis apparaissent instantanément sur le site s'ils sont accueillis avec succès par les votes des utilisateurs. C'est en 2002 que Alien Hominid a vu le jour, programmé par Tom et animé par Dan Paladin, avant d'apparaître sur console par l'intermédiaire de la compagnie Behemoth en novembre 2004. Newgrounds contient maintenant certaines des animations et jeux les plus célèbres créées sur Macromedia Flash dont notamment Xiao Xiao, les fameux « Clock Crew », « Kitty Krew », « Super Mario Bros Z » et Friday Night Funkin'. Il contient également un portail audio, pour les artistes travaillant avec Macromedia Flash afin d'ajouter de la musique à leurs films ou leurs jeux sous réserve d'ajouter le nom de l'auteur aux crédits.

## Puissance de vote
Avec un compte Newgrounds, l'utilisateur possède un niveau de vote et de l'expérience. Ceux-ci déterminent la puissance de vote d'un utilisateur. Pour gagner de l'expérience, il faut voter sur 5 flashs différents par jour. Notez que le fait de voter sur plus de 5 flashs en une journée ne permet pas d'acquérir de l'expérience plus rapidement. Il existe aussi un autre moyen d'augmenter la puissance de vote, il s'agit du niveau de « blam ». Celui-ci augmente quand vous faites des « blam » et des « saves ». Un « blam » signifie qu'un flash sous jugement dont vous avez donné une note égale ou en dessous de 2/5 n'a pas passé le jugement. Le « save » est le contraire du « blam », c'est quand un flash dont vous avez donné une note de 5/5 ou 4/5 passe le jugement.

## Portails
Il existe trois portails sur Newgrounds, chacun ayant un type de contenu différent. Le portail flash est dédié aux jeux et films flash. Le portail audio est dédié aux fichiers audio, ceux-ci peuvent être téléchargés sans frais. Notez que les fichiers envoyés sur le portail audio ne doivent pas passer de jugement ; toutefois, la première fois qu'un utilisateur envoie un fichier au portail audio, le fichier doit être vérifié par un administrateur de Newgrounds pour éviter le vol des droits d'auteur. Depuis 2015, les utilisateurs ont la possibilité de les utiliser sur le jeu Geometry Dash grâce à un système API, l'artiste doit être vérifié pour cela par le développeur du jeu, Robert Topala (Robtop), bien évidemment l'artiste peut décocher la case (external API use) lors de sa publication s'il ne veut pas que sa musique soit utilisable. Le portail art est pour sa part dédié au dessin.